# Fissidens incertus
Fissidens incertus är en bladmossart som beskrevs av Thériot och Potier de la Varde 1917. Fissidens incertus ingår i släktet fickmossor, och familjen Fissidentaceae. Inga underarter finns listade i Catalogue of Life.